# Amangkurat IV van Mataram
Amangkurat IV van Mataram was susuhunan of keizer van Mataram van 1719 tot 1725. 
De door de VOC gesteunde susuhunan van Mataram Pakubuwono I van Mataram stierf in 1719. Hij liet de troon na aan zijn zoon Amangkurat IV. Deze had een aantal broers die ook aanspraak op de troon maakten. Amangkurat IV van Mataram riep hierop de hulp in van de VOC. In de daaropvolgende jaren moest de VOC herhaaldelijk hulp verlenen aan Amangkurat IV, en pas in 1722 kon deze onbetwist over wat inmiddels restte van het ooit zo machtige Mataram regeren. De VOC bedong als betaling voor de door haar verleende diensten gedwongen peperleveranties van Mataram aan de Nederlanders. Amangkurat IV overleed in 1725. Diens opvolger Pakubuwono II van Surakarta kon de troon van Mataram zonder strubbelingen overnemen.